# Pelagiusz (mnich)
Pelagiusz (ur. ok. 354, zm. 427) – mnich z Brytanii (według innych źródeł – z Irlandii lub Walii), od którego wziął początek pelagianizm.

## Życie
Przybył do Rzymu jako młody człowiek, aby kontynuować swoją drogę życiową, prawdopodobnie po konflikcie z rodzonym ojcem. Informacje o jego życiu przed zamieszkaniem w Rzymie nie zachowały się. W Rzymie zyskał sobie dużą popularność dzięki swej duchowości i nauczaniu życia religijnego. Skupił wokół siebie środowisko młodzieży z bogatych rodzin, która dążyła do doskonalszego życia chrześcijańskiego. Był też chętnie słuchany przez duchowieństwo. Przyjaźnił się z Paulinem z Noli. Augustyn z Hippony dał o nim w 411 r. następujące świadectwo: "Jest to święty mąż, który, jak słyszę, dokonał niemałego postępu w życiu chrześcijańskim". Pelagiusz jednak głęboko nie zgadzał się z doktryną łaski Augustyna, który opisuje, że w 405 r. brytyjski mnich usłyszał pewnego biskupa w Rzymie cytującego „Wyznania” Augustyna (Ks. X, 29.40; PL 32, 796): „Daj mi to co nakazujesz, nakazuj to, co jest Twoją wolą” i uznał to zdanie za niedopuszczalne, niezgodne z tradycyjną doktryną. Wyjaśniał następnie to swoje stanowisko w liście do Paulina z Noli, w swych Komentarzach do Listów Pawłowych i w listach do przyjaciół.
W Rzymie pozostał do 410 r., w sierpniu tego roku uciekając przed najazdem i okupacją Wiecznego Miasta przez Gotów pod wodzą Alaryka, schronił się w Afryce Północnej. Z początku przebywał w Hipponie (pod nieobecność Augustyna, który wspomina o tym w Dziejach procesu Pelagiusza, 46), potem w Kartaginie. Począwszy od 412/413 stałe zamieszkanie znajduje w Jerozolimie.
W 415 r. został przesłuchany przez synod biskupów Palestyny w Diospolis (Lydda) – było to 13 biskupów pod przewodnictwem Elogiusza z Cezarei, prymasa Palestyny – w celu zbadania jego poglądów. W rozmowie z biskupami wyparł się szeregu przypisywanych jemu oraz jego uczniowi Celestiuszowi stwierdzeń. Według Augustyna, ale także współczesnych uczonych, Pelagiusz, zmylił biskupów, którzy oczyścili go z zarzutu herezji. W wyniku interwencji Augustyna oraz orzeczeń synodów afrykańskich  (Kartagina 411 i 416 r., Milewe 416 r.), oraz dwóch papieży: Innocentego I (417 r.) i Zozyma (list "Tractoria", 418 r.) został wygnany z Palestyny. Dalsze jego dzieje nie są znane, prawdopodobnie zmarł w Egipcie, wśród grupy pozostałych wiernych mu uczniów.

## Nauczanie Pelagiusza
Niektórzy teolodzy współcześni zaapelowali o reinterpretację nauczania Pelagiusza z wykorzystaniem jego ocalałych dzieł. Stwierdzili oni, że w próbach obrony wiary Kościoła przed błędem zbyt negatywnie potraktowano jego doktrynę, która w rzeczywistości była mniej błędna niż sam pelagianizm.
Poddając takiej reinterpretacji postawę Pelagiusza wobec roli łaski Bożej w życiu moralnym człowieka, E. Florkowski przeanalizował krytyczne wydanie pelagiuszowego Komentarza do trzynastu listów św. Pawła. Przychylił się do opinii J. Ernsta, a także wielu znacznie starszych autorów, zwłaszcza ze szkoły tomistycznej w Salamance, którzy uznawali, że Pelagiusz dopuszczał pojęcie swoiście rozumianej łaski działającej wewnątrz człowieka.
Badając ponownie także nauczanie Pelagiusza na temat grzechu pierworodnego, K. Obrycki potwierdził błędność jego doktryny. Autor ten wykazał, że chociaż Pelagiusz uważał Adama za pierwszego sprawcę grzechu, jednak jako zwolennik kreacjonizmu był zdecydowanym przeciwnikiem traducjanizmu i odrzucał prawdę o dziedziczeniu grzechu wraz z naturą Adama (massa Adae) przez jego potomków. Mnich twierdził, że Adam moralnie źle wpłynął na rodzaj ludzki, ale jedynie poprzez przykład grzeszenia (exemplum delicti) i stał się w konsekwencji wzorem grzechu (forma delicti).

## Dzieła
Znane obecnie dzieła Pelagiusza:

### Zachowane w całości
- Do Celantii (Ad Celantiam).
- Komentarz do trzynastu listów św. Pawła – wyd. A. Souter, Pelagius's Expositions of the Thirteen Epistles of St. Paul, Cambridge 1922/31.
  - Polski przekład części komentarza: Komentarz do Listu św. Pawła do Rzymian. Kraków: WAM, 1999, s. 327, seria: Źródła Myśli Teologicznej 15. ISBN 83-7097-635-2.
- List do Demetriady
- List /usprawiedliwiający/ wiarę Pelagiusza do papieża Innocentego I, przekazany papieżowi Zozymowi (Libellus fidei Pelagii ad Innocentium ab ipso missus, Zosimo redditus)PL 45, 1716-1718; również PL 48, 488-491).
- O dziewictwie (De virginitate)
- O zatwardziałości serca faraona (De induratione cordis pharaoni) – wydał G. Morin w: G. De Plinval: Essai sur le style et la langue de Pélage. Fryburg szwajcarski: 1947, s. 137-203. Przedruk w Patrologia Latina Supplementum.
- O Prawie (De Lege)

### Zachowane we fragmentach
- Fragmenty trynitologiczne i chrystologiczne – wydał P. C. Martini. „Antonianum”. 13 (1938). s. 319-334. Przedrukowane w Patrologia Latina Supplementum (PLS).
- Księga cytatów (Liber Eclogarum lub Liber Capitulorum, lub Liber Testimoniorum).
- W obronie wolnej woli (traktat zaginiony, pozostał we fragmentach jako cytaty w dziele Augustyna z Hippony: O łasce Chrystusa i grzechu pierworodnym (De gratia Christi et de peccato originali); CSEL 42, 123-206, wyd. C. F. Urba, J. Zycha /1902/; PL 44, 359-410.

### Pozycje angielskojęzyczne
- The Letters of Pelagius and his followers, edited and translated by Brinley Roderick Rees, Boydell Press, Woodbridge Suffolk 1991, s. 355,ISBN 0-85115-282-1. Jest to tłumaczenie angielskie 18 listów i mniejszych traktatów, wraz ze wstępem: 1-25.
- Pelagius's commentary on St Paul's Epistle to the Romans, translated with introduction and notes [by] Theodore de Bruyn, Oxford : Clarendon Press, 1993, s. 236 ISBN 0-19-814399-0
- A. Souter, Pelagius's Expositions of the Thirteen Epistles of St. Paul, Cambridge 1922/31.